# 밀레니엄 문제
밀레니엄 문제는 2000년 클레이 수학연구소가 선정한 잘 알려진 복잡한 7가지 수학 문제이다. 클레이 연구소는 각 문제를 처음으로 올바른 해답을 낸 사람에게 100만 미국 달러의 상금을 약속했다.
클레이 수학연구소는 2000년 5월 24일 열린 밀레니엄 회의에서 버치-스위너턴다이어 추측, 호지 추측, 나비에-스토크스 존재성과 매끄러움, P-NP 문제, 리만 가설, 양-밀스 질량 간극 가설, 푸앵카레 추측 총 7가지 미해결 수학 문제에 대해 공식적으로 밀레니엄 문제라는 명칭을 부여했다. 따라서 클레이 수학연구소의 공식 웹사이트에서는 이 7가지 문제가 공식적으로 밀레니엄 문제라고 불린다.
현재까지 해결된 밀레니엄 문제는 푸앵카레 추측 단 하나이다. 클레이 연구소는 2010년 러시아 수학자 그리고리 페렐만에게 상금을 수여했다. 그러나 페렐만은 자신의 해답에 기반을 다진 리처드 S. 해밀턴에게도 상금이 제공되지 않았다는 이유로 수상을 거부했다.

## 개요
클레이 연구소는 1900년 수학자 다비트 힐베르트가 정리한 힐베르트 문제 23개에서 영감을 받았는데, 이 문제는 20세기 수학 발전을 이끄는 데 지대한 영향을 미쳤다. 선정된 7가지 문제는 대수기하학, 산술기하학, 기하학적 위상수학, 수리물리학, 수론, 편미분 방정식, 이론 컴퓨터 과학 등 여러 수학 분야에 걸쳐 있다. 힐베르트 문제와 달리, 클레이 연구소가 선정한 문제들은 이미 전문 수학자들 사이에서 잘 알려져 있었으며, 많은 수학자가 이 문제를 해결하기 위해 적극적으로 노력하고 있었다.
이 7가지 문제는 2000년 5월 24일 파리 (프랑스)의 콜레주 드 프랑스 내 마르그리트 당굴렘 원형극장에서 열린 행사에서 존 테이트와 마이클 아티야가 공식 발표했다.
1990년대에 푸앵카레 추측에 대한 연구를 시작한 그리고리 페렐만은 2002년과 2003년에 자신의 증명을 발표했다. 2010년 페렐만이 클레이 연구소의 상금을 거부한 것은 언론에서 크게 다루어졌다. 다른 6개의 밀레니엄 문제는 아마추어 및 전문 수학자의 수많은 불완전한 증명을 내놨으나 여전히 완전한 해답 없이 미해결 상태이다.
클레이 연구소 과학 자문 위원회의 일원인 앤드루 와일스는 100만 미국 달러의 상금이 일반 대중에게 선정된 문제와 "수학적 노력의 흥분"을 동시에 알리는 데 도움이 되기를 바랐다. 또 다른 위원회 위원이자 필즈상 수상자인 알랭 콘은 미해결 문제에 대한 홍보가 대중 사이에서 수학이 "컴퓨터에게 점령될 것"이라는 "잘못된 생각"을 극복하는 데 도움이 되기를 바랐다.
일부 수학자들은 밀레니엄 문제 선정에 대해 비판한다. 아나톨리 베르시크는 이 상금이 "쇼 비즈니스"이며 "현대 대중문화의 최악의 발현"을 나타낸다고 특징지었으며, 수학에 대한 대중의 이해를 높이는 더 의미 있는 방법이 있다고 생각했다. 그는 페렐만과 그 연구에 대한 피상적인 언론 보도가 상금 자체에 쏠려서만 나온 것을 놀랍지 않게 여겼다. 대조적으로, 베르시크는 연구 회의와 젊은 연구자에게 클레이 연구소가 직접 자금을 지원하는 것을 칭찬했다. 베르시크의 의견은 나중에 필즈상 수상자인 야우싱퉁도 똑같이 반복해 나왔는데 그는 재단이 근본적인 수학적 질문을 "전유"하고 "자신의 이름을 붙이는" 행동을 취하는 발상에 대해 비판적이었다.

## 해결된 문제

### 푸앵카레 추측

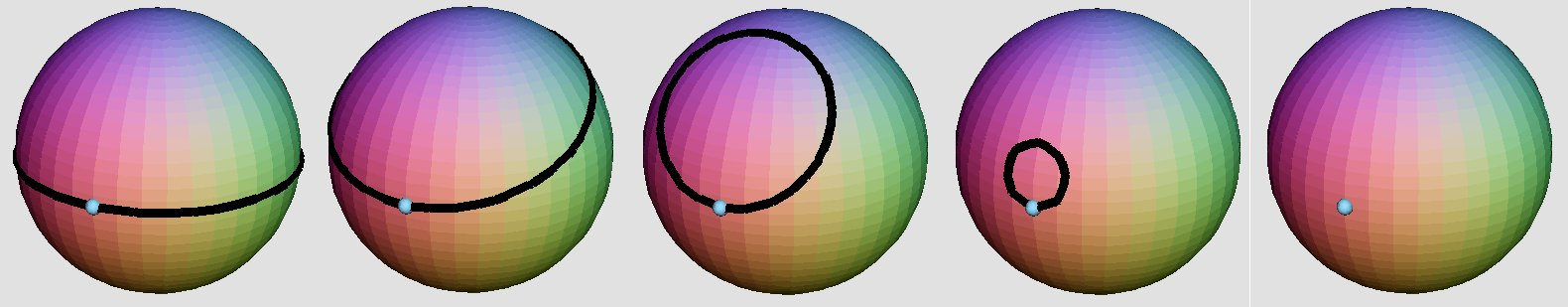
경계가 없는 콤팩트한 2차원 표면은 모든 루프를 점으로 향해 연속적으로 조일 수 있다면 2차원 구와 위상동형이다. 푸앵카레 추측은 3차원 공간에도 마찬가지로 똑같이 적용된다고 주장한다.

기하학적 위상수학 분야에서 2차원 구는 닫힌 단일 연결 2차원 표면 중 유일하다는 특성이 있다. 1904년, 앙리 푸앵카레는 유사한 주장이 3차원 도형에도 적용되는지 질문을 제기했다. 이것은 푸앵카레 추측으로 알려졌으며, 정확한 공식화는 다음과 같다. 
닫혀 있고 단일 연결인 모든 3차원 위상 다양체는 3차원 초구와 위상동형이어야 한다.

이 추측은 보통 위의 형태로 진술되지만, (1950년대에 발견되었듯이) 매끄러운 다양체와 미분동형사상의 맥락에서 제시하는 것과 동등하다.
이 추측의 증명은 더 강력한 기하화 추측과 함께 그리고리 페렐만이 2002년과 2003년에 제시했다. 페렐만의 해결책은 리처드 해밀턴이 지난 20년간 개발한 기하화 추측 해결 프로그램을 완성했다. 해밀턴과 페렐만의 연구는 해밀턴의 리치 흐름을 중심으로 이루어졌는데, 이는 리만 기하학 분야에서 정의된 복잡한 편미분 방정식 체계이다.
리치 흐름 이론에 대한 공헌으로 페렐만은 2006년 필즈상을 수상했지만, 수상을 거부했다. 푸앵카레 추측 증명으로 페렐만은 2010년 3월 18일 밀레니엄 상을 수상했다. 그러나 그는 해밀턴의 공헌이 자신의 공헌에 못지않다고 주장하며 상금 수상을 거부했다.

## 미해결 문제

### 버치-스위너턴다이어 추측
버치-스위너턴다이어 추측은 유리수에 대한 타원곡선을 정의하는 특정 유형의 방정식들을 다룬다. 이 추측은 그러한 방정식들이 유한하거나 무한한 수의 유리수 해를 갖는지 여부를 판단하는 간단한 방법이 있다는 것이다. 더 구체적으로 말하면, 밀레니엄 문제 버전의 추측은 타원곡선 E가 차수 r을 가진다면, 그것과 관련된 L-함수 L(E, s)가 s = 1에서 소멸 차수 r를 갖는다는 것이다.
힐베르트의 열 번째 문제는 이보다 더 일반적인 유형의 방정식을 다루었으며, 그 경우 주어진 방정식이 해를 갖는지조차 결정할 수 있는 유한한 알고리즘적인 방법이 없다는 것이 증명되었다.
이 문제의 공식 진술은 앤드루 와일스가 제시했다.

### 호지 추측
호지 추측은 사영 대수 다양체에 대해 호지 순환이 대수적 순환의 유리수 선형 결합이라는 것이다.
{\displaystyle \operatorname {Hdg} ^{k}(X)=H^{2k}(X,\mathbb {Q} )\cap H^{k,k}(X).}
이를 X에 대한 차수 2k의 호지류의 군이라고 부른다.
호지 추측의 현대적인 진술은 다음과 같다.
X가 비특이 복소 사영 다양체라고 하자. 그러면 X의 모든 호지류는 X의 복소 부분 다양체들의 코호몰로지류의 유리수 계수를 가진 선형 결합이다.
이 문제의 공식 진술은 피에르 들리뉴가 작성했다.

### 나비에-스토크스 존재성과 매끄러움
{\displaystyle \overbrace {\underbrace {\frac {\partial \mathbf {u} }{\partial t}} _{\begin{smallmatrix}{\text{Variation}}\end{smallmatrix}}+\underbrace {(\mathbf {u} \cdot \nabla )\mathbf {u} } _{\begin{smallmatrix}{\text{Convection}}\end{smallmatrix}}} ^{\text{Inertia (per volume)}}\overbrace {{}-\underbrace {\nu \,\nabla ^{2}\mathbf {u} } _{\text{Diffusion}}=\underbrace {-\nabla w} _{\begin{smallmatrix}{\text{Internal}}\\{\text{source}}\end{smallmatrix}}} ^{\text{Divergence of stress}}+\underbrace {\mathbf {g} } _{\begin{smallmatrix}{\text{External}}\\{\text{source}}\end{smallmatrix}}.}
나비에-스토크스 방정식은 유체의 운동을 기술하며, 유체역학의 가장 중요한 식 중 하나이다. 그러나 과학 및 공학 분야에서 중요성에도 불구하고, 이 방정식의 해에 대한 이론적 이해는 불완전하다. 3차원 방정식 체계에 대해, 그리고 일부 초기 조건이 주어졌을 때, 수학자들은 매끄러운 해가 항상 존재하는지 아직 증명하지 못했다. 이것을 나비에-스토크스 존재성과 매끄러움 문제라고 한다.
이 문제는 비압축성 흐름의 경우로 제한되어, 특정 조건을 만족하는 매끄럽고 전역적으로 정의된 해가 존재하는지, 또는 항상 존재하지 않고 방정식이 파괴되는지 증명하는 것이다. 이 문제의 공식 진술은 찰스 페퍼먼이 작성했다.

### P-NP 문제

P, NP, NP-완전, NP-난해 문제 집합에 대한 오일러 다이어그램 (P에 속하지만 NP-완전이 아닌 공집합과 그 여집합은 제외)

이 질문은 주어진 해법을 빠르게 (즉, 다항 시간 내에) 검증할 수 있는 모든 문제에 대해 알고리즘이 그 해법을 빠르게 찾을 수 있는지 여부이다. 전자는 NP로 분류되는 문제들을 설명하고, 후자는 P를 설명하므로, 이 질문은 NP의 모든 문제가 P에도 속하는지 묻는 것과 같다. 이 문제는 수학과 이론 컴퓨터 과학에서 가장 중요한 미해결 문제 중 하나로 널리 간주되며, 수학, 생물학, 철학 암호학의 다른 문제들에 광범위한 영향을 미친다 (자세한 내용은 P-NP 문제 증명 결과 참조). P에 속한다고 알려지지 않은 NP 문제의 일반적인 예시는 충족 가능성 문제이다.
대부분의 수학자와 컴퓨터 과학자는 P ≠ NP일 것이라고 예상하지만, 아직 증명되지는 않았다.
이 문제의 공식 진술은 스티븐 쿡이 작성했다.

### 리만 가설
{\displaystyle \zeta (s)=\sum _{n=1}^{\infty }n^{-s}={\frac {1}{1^{s}}}+{\frac {1}{2^{s}}}+{\frac {1}{3^{s}}}+\cdots }

리만 제타 함수의 실수부(빨간색)와 허수부(파란색)를 임계선 Re(s) = 1/2를 따라 나타낸 것이다. 첫 번째 비자명 영점은 Im(s) = ±14.135, ±21.022, ±25.011에서 볼 수 있다.

리만 제타 함수 ζ(s)는 1을 제외한 어떤 복소수든 변수로 가질 수 있으며, 그 값 또한 복소수인 함수이다. 이 함수의 해석적 연속은 음의 짝수 정수에서 영점을 가진다. 즉, s가 -2, -4, -6, ... 중 하나일 때 ζ(s) = 0이다. 이를 자명한 영점이라고 부른다. 그러나 음의 짝수 정수만이 제타 함수가 0이 되는 값은 아니다. 이러한 다른 영점을 비자명한 영점이라고 부른다. 리만 가설은 이러한 비자명한 영점들의 위치에 관한 것이며, 다음과 같이 쓸 수 있다.
리만 제타 함수의 모든 비자명한 영점의 실수부는 1/2이다.
리만 가설은 리만 제타 함수의 해석적 연속의 모든 비자명한 영점의 실수부가 ⁠1/2⁠라는 것이다. 이것을 증명하거나 반증하는 것은 수론, 특히 소수의 분포 연구에 광범위한 영향을 미칠 것이다. 이것은 힐베르트의 여덟 번째 문제였으며, 한 세기 후에도 여전히 중요한 열린 문제로 간주된다.
이 문제는 베른하르트 리만이 1860년에 처음 제기한 이래로 잘 알려져 있다. 클레이 연구소의 이 문제에 대한 설명은 엔리코 봄비에리가 작성했다.

### 양-밀스 질량 간극 가설
양자장론에서 질량 간극은 진공과 다음으로 낮은 에너지 준위 사이의 에너지 차이를 말한다. 진공의 에너지는 정의상 0이며, 모든 에너지 상태를 평면파 속 입자로 생각할 수 있다고 가정하면 질량 간극은 가장 가벼운 입자의 질량이다.
주어진 실제장 {\displaystyle \phi (x)}에 대해, 두 점 함수가 다음 속성을 가질 때 이론이 다음의 질량 간극을 가진다고 말할 수 있다.
{\displaystyle \langle \phi (0,t)\phi (0,0)\rangle \sim \sum _{n}A_{n}\exp \left(-\Delta _{n}t\right)}
여기서 {\displaystyle \Delta _{0}>0}는 해밀토니언의 스펙트럼에서 가장 낮은 에너지 값이며 따라서 질량 간극이다. 이 양은 다른 장으로 쉽게 일반화될 수 있으며, 일반적으로 격자 계산에서 측정되는 값이다.
양자 양-밀스 이론은 소립자 물리학의 현실과 잠재적 현실에 대한 대부분의 이론적 응용의 현재 기반이 된다. 이 이론은 맥스웰의 전자기학 이론을 일반화한 것으로, 색-전자기장이 자체적으로 전하를 띤다. 고전장 이론으로서 빛의 속도로 이동하는 해를 가지므로 양자 버전은 질량이 없는 입자(글루온)를 설명해야 한다. 그러나 색가둠이라는 가설적 현상은 글루온의 속박 상태만 허용하여 질량 있는 입자를 형성하게 한다. 이것이 질량 간극이다. 가둠의 또 다른 측면은 점근 자유성으로, 이는 양자 양-밀스 이론이 낮은 에너지 규모에 국한되지 않고 존재할 수 있음을 시사한다. 이 문제는 양자 양-밀스 이론의 존재와 질량 간극을 엄격하게 확립하는 것이다.
임의의 콤팩트 단순 게이지 군 G에 대해, {\displaystyle \mathbb {R} ^{4}}에 비자명 양자 양-밀스 이론이 존재하고 질량 간극 Δ > 0을 가짐을 증명하라. 존재는 Streater & Wightman (1964), Osterwalder & Schrader (1973), 및 Osterwalder & Schrader (1975)에서 인용된 것과 최소한 동일한 강도의 공리적 속성을 확립하는 것을 포함한다.
이 문제의 공식 진술은 아서 재피와 에드워드 위튼이 작성했다.

## 같이 보기
- 빌 추측
- 힐베르트 문제
- 수학의 상 목록
- 수학의 미해결 문제 목록
- 스메일의 문제
- 파울 볼프스케흘 (페르마의 마지막 정리 해답에 현금 상금을 제공함)
- Abc 추측

## 참고 문헌
- Carlson, James; Jaffe, Arthur; Wiles, Andrew, 편집. (2006). 《The Millennium Prize Problems》. Providence, RI: 미국 수학회 and 클레이 수학연구소. ISBN 978-0-8218-3679-8.
- Devlin, Keith J. (2003) [2002]. 《The Millennium Problems: The Seven Greatest Unsolved Mathematical Puzzles of Our Time》. New York: Basic Books. ISBN 0-465-01729-0.